# Cheap Thrills
Cheap Thrills — второй студийный альбом группы Big Brother & the Holding Company, выпущенный в августе 1968 года.
В 2012 году включён в Национальный реестр аудиозаписей США.

## Об альбоме
«Cheap Thrills» достиг большого успеха: к октябрю он занял первое место в чарте Billboard и оказался самым продаваемым альбомом 1968 года, с тиражом чуть менее миллиона копий. Песня Piece of My Heart стала хитом, который впоследствии исполняли многие другие музыканты, а исполнение Summertime из оперы «Порги и Бесс» превратилось в одну из самых запоминающихся и часто используемых записей Дженис Джоплин. Обложку альбому создал известный иллюстратор Роберт Крамб. Название «Cheap Thrills» можно перевести на русский как «дешёвые страсти», «низкопробные забавы».

## Список композиций

### Лицевая сторона
1. «Combination of the Two» (Sam Andrew) — 5:47
2. «I Need a Man to Love» (Andrew, Joplin) — 4:54
3. «Summertime» (George Gershwin, Ira Gershwin, DuBose Heyward) — 4:00
4. «Piece of My Heart» (Bert Berns, Jerry Ragovoy) — 4:15

### Тыльная сторона
1. «Turtle Blues» (Joplin) — 4:22
2. «Oh, Sweet Mary» (Peter Albin, Andrew, David Getz, James Gurley, Joplin) — 4:16
3. «Ball and Chain» (Big Mama Thornton) — 9:02

### Бонус-треки при повторном выпуске
1. «Roadblock» (studio outtake)
2. «Flower in the Sun» (studio outtake)
3. «Catch Me Daddy» (live)
4. «Magic of Love» (live)

## Участники записи
- Peter Albin — Bass, Guitar
- Sam Andrew — Bass, Guitar, Arranger, Vocals, Author
- Vic Anesini — Mastering, Mixing
- Nicholas Bennett — Packaging Manager
- Steven Berkowitz — A&R
- Big Brother & the Holding Company — Performer
- Fred Catero — Engineer
- John Byrne Cooke — Liner Notes
- Robert Crumb — Artwork, Illustrations
- David Diller — Engineer
- Mark Feldman — Project Director
- David Gahr — Photography
- David Getz — Piano, Drums, Author
- James Gurley — Bass, Guitar, Engineer
- Diana Reid Haig — Digital Editing, Mixing
- Jerry Hochman — Engineer
- Bob Irwin — Producer, Reissue Producer
- Janis Joplin — Vocals, Engineer, Performer
- Elliott Landy — Photography, Tray Photo
- Jim Marshall — Photography
- Patti Matheny — A&R
- Elliot Mazer — Producer, Mixing, Assistant Producer
- Nathan Rosenberg — Digital Editing
- Roy Segal — Engineer
- John Simon — Piano, Producer
- Smay Vision — Art Direction
- Baron Wolman — Photography, Back Cover
- Jen Wyler — Editing, Mastering, Assembly, Authoring